# Geschichte Deutschlands seit 1990

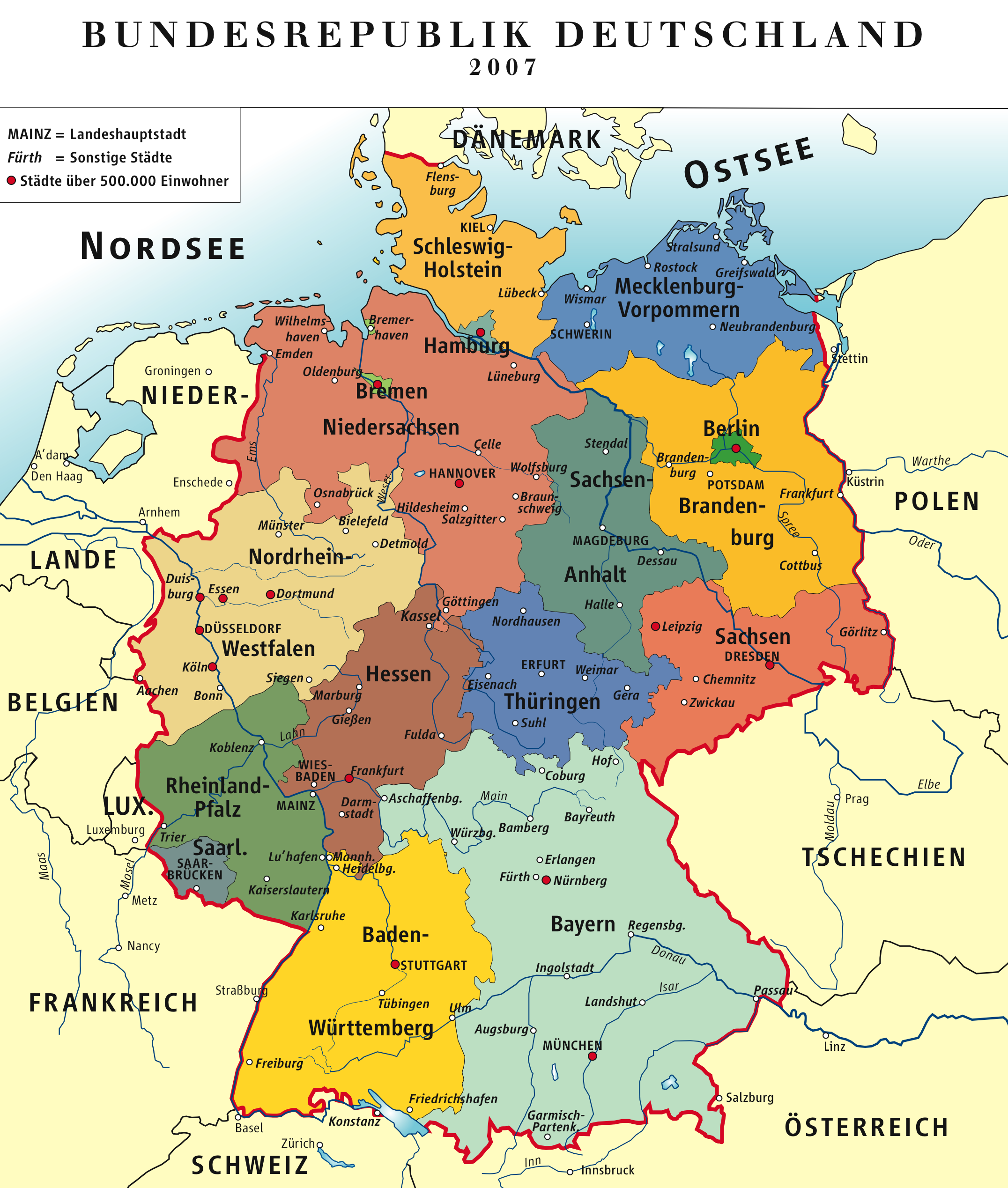
Karte Deutschlands nach der Wiedervereinigung am 3. Oktober 1990

Die Geschichte Deutschlands seit 1990 umfasst die Entwicklungen der Bundesrepublik Deutschland nach dem Beitritt der Deutschen Demokratischen Republik am 3. Oktober 1990 bis zur Gegenwart.

## Regierungen unter Helmut Kohl im vereinten Deutschland (1990–1998)

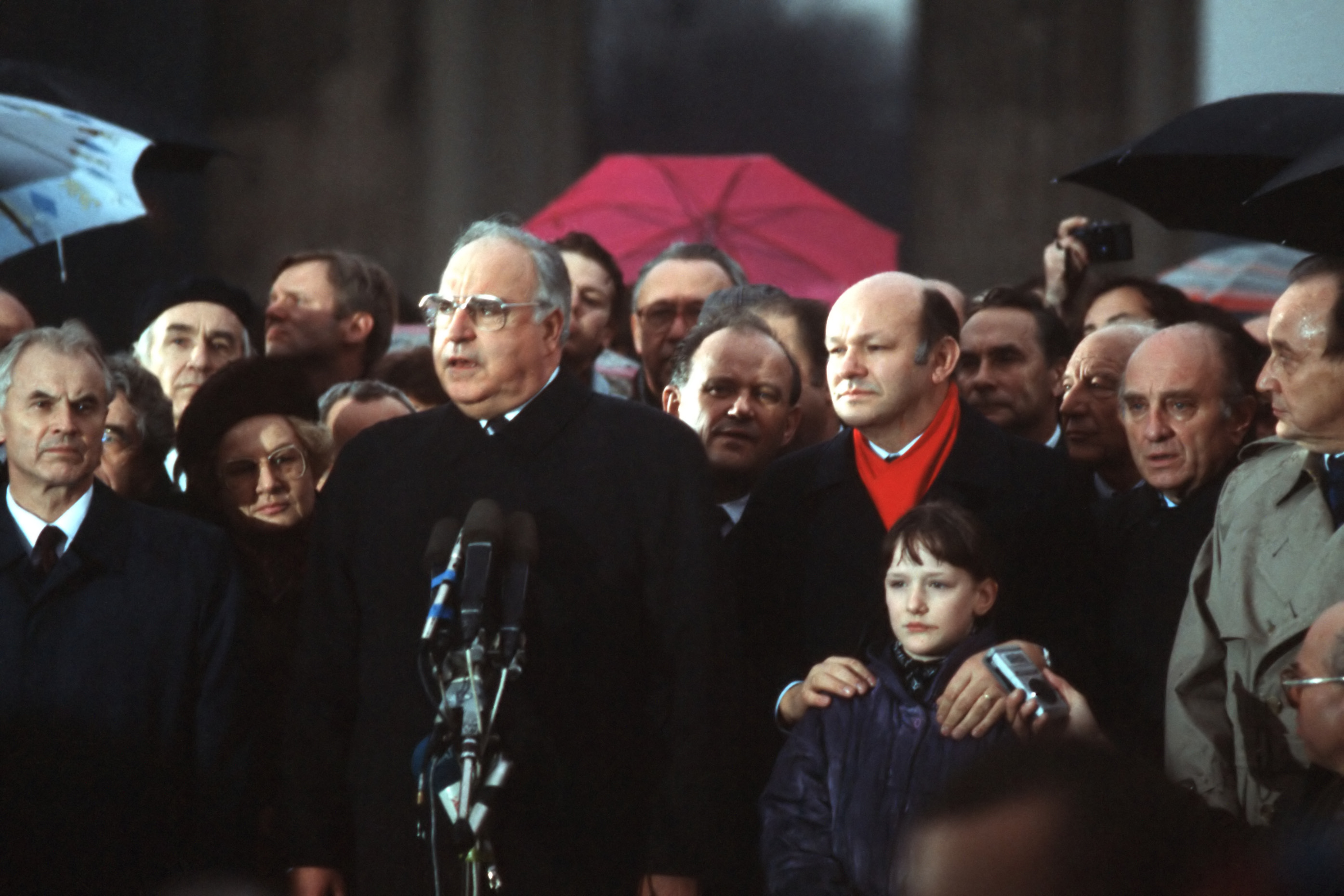
Helmut Kohl (bei der Feier zum Mauerfall 1989, mit dem DDR-Ministerratsvorsitzenden Hans Modrow)

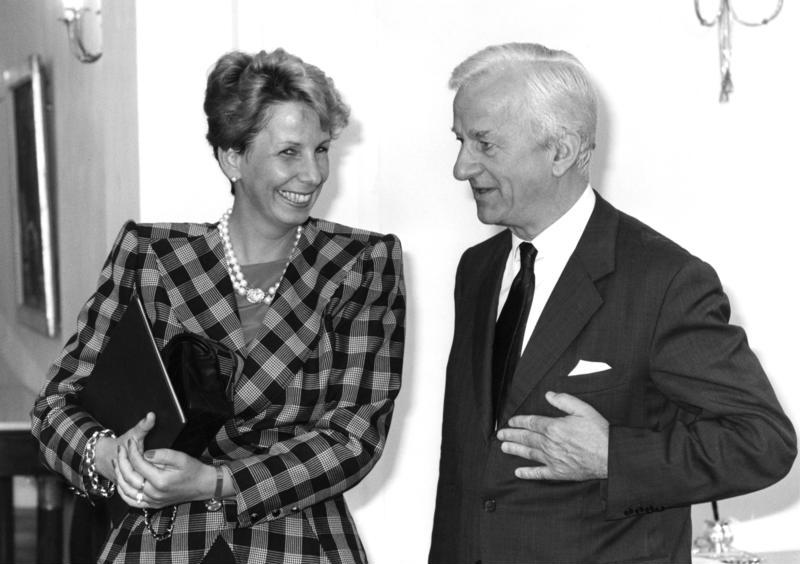
Bundespräsident Richard von Weizsäcker mit Sabine Bergmann-Pohl, der letzten Vorsitzenden des DDR-Parlaments und zugleich Staatsoberhaupt der DDR, 1990

### Dritte Amtszeit bis zur Wiedervereinigungswahl
Am 3. Oktober 1990, dem ersten Tag der Deutschen Einheit, erfolgte mit Inkrafttreten des von der Volkskammer der Deutschen Demokratischen Republik am 22. Juli beschlossenen Ländereinführungsgesetzes in Verbindung mit Anlage II Kapitel II des Einigungsvertrages auch die Neugründung der fünf Bundesländer Brandenburg, Mecklenburg-Vorpommern, Sachsen, Sachsen-Anhalt und Thüringen. Richard von Weizsäcker wurde der erste Bundespräsident des vereinten Deutschlands, da die Wiedervereinigung in seine zweite Amtszeit fiel. Weizsäcker befürwortete ein behutsames Zusammenwachsen und mahnte in seiner Rede zur Wiedervereinigung am 3. Oktober 1990: „Sich zu vereinen, heißt teilen lernen.“
Am 14. Oktober 1990, elf Tage nach der Wiedervereinigung, dem eigentlich vorgesehenen Termin der Länderneugründungen, fanden in den neuen Ländern Wahlen zu den jeweiligen Landesparlamenten statt. Dabei wurde im Landtag Mecklenburg-Vorpommern, im Sächsischen Landtag, im Landtag von Sachsen-Anhalt und im Thüringer Landtag die CDU stärkste Partei, im Landtag Brandenburg die SPD.
Im wiedervereinten Berlin – seit dem 3. Oktober zwar Bundeshauptstadt, aber noch nicht Regierungssitz – wurden Wahlen zum Abgeordnetenhaus am 2. Dezember parallel zur ersten gesamtdeutschen Bundestagswahl abgehalten.

### Nach der Wiedervereinigungswahl
Am 2. Dezember 1990 fand die erste gesamtdeutsche Bundestagswahl statt. Die Union erreichte 43,8 %, die SPD nur 33,5 % und die FDP 11 %. Die PDS konnte mit 2,4 % dank der für West- und Ostdeutschland getrennt ausgewiesenen Fünf-Prozent-Hürde in den Bundestag einziehen. Die Grünen scheiterten im Westen mit 4,8 % an der Fünf-Prozent-Klausel, im Osten erreichte eine Listenvereinigung Bündnis 90/Grüne 6,2 % und zog damit in den Bundestag ein.
Mit knapper Mehrheit von 338 zu 320 Stimmen beschloss der Bundestag am 20. Juni 1991 nach kontroverser Debatte im Hauptstadtbeschluss den Umzug von Parlament und Teilen der Regierung von Bonn nach Berlin, die 1999 umzog (siehe Reichstagsgebäude und Regierungsviertel). Bis zu diesem Zeitpunkt war Bonn die vorläufige Bundeshauptstadt der Bundesrepublik Deutschland, für die sich am 10. Mai 1949 der Parlamentarische Rat entschieden hatte. Mit diesen Entscheidungen war eine Debatte um das neue Selbstverständnis der Nation verbunden, die in der Bezeichnung Berliner Republik ihren Ausdruck fand.
1992 beschloss der Bundestag gegen den Willen Kohls eine Fristenregelung für den Schwangerschaftsabbruch; infolge einer von Kohl unterstützten Klage stufte das Bundesverfassungsgericht den Schwangerschaftsabbruch als Unrecht ein, ließ aber dessen Straffreiheit zu.
Nach kurzem Wiedervereinigungboom waren die 1990er-Jahre von wirtschaftlicher Stagnation, Massenarbeitslosigkeit und „Reformstau“ geprägt. Insbesondere die neuen Länder entwickelten sich nach der Einführung der Marktwirtschaft nicht so schnell wie erhofft („blühende Landschaften“). Erst in den 2000er-Jahren stabilisierten sich die neuen Länder sozial und wirtschaftlich. 
Von 1991 bis 1993 kam es zu einer Welle von Ausschreitungen gegen Asylbewerber. Bei Brandanschlägen in Rostock, in Mölln und in Solingen sowie anderen Orten wurden insgesamt 17 Menschen ermordet. Im Dezember protestierten Hunderttausende mit Lichterketten gegen den Fremdenhass (siehe Münchner Lichterkette). Infolge des Asylkompromisses wurden ab 1. Juli 1993 Asylsuchende an den deutschen Grenzen zurückgewiesen (dies endete infolge des Wegfalls der stationären Grenzkontrollen zum jeweiligen Nachbarland durch das Schengener Abkommen, vgl. aber unten 2025).
Über zweieinhalb Jahre nach dem Hauptstadtbeschluss vom 20. Juni 1991 verlegte der Bundespräsident im Januar 1994 seinen ersten Amtssitz von der Villa Hammerschmidt in Bonn in das Schloss Bellevue nach Berlin. Somit zog Bundespräsident Richard von Weizsäcker als erstes Verfassungsorgan der Bundesrepublik nach Berlin. Wenige Monate darauf wurde Roman Herzog im Mai 1994 zum Bundespräsidenten gewählt. Der ehemalige Verfassungsrichter trat dafür ein, dass ein „Ruck“ durch Deutschland gehen müsse, um die von ihm gesehenen „verkrusteten Strukturen“ zu überwinden.
Mit der Bahnreform am 1. Januar 1994 wurden die Deutsche Bundesbahn und die Deutsche Reichsbahn zur Deutschen Bahn AG zusammengeschlossen und privatisiert.
Mit der Postreform wurde zum 2. Januar 1995 die Deutsche Bundespost aufgelöst und die drei öffentlichen Unternehmen der Bundespost in Aktiengesellschaften umgewandelt: 
- Deutsche Bundespost POSTDIENST wurde umgewandelt in die Deutsche Post AG
- Deutsche Bundespost POSTBANK wurde umgewandelt in die Deutsche Postbank AG
- Deutsche Bundespost TELEKOM wurde umgewandelt in die Deutsche Telekom AG

Mit Wirkung zum 1. Januar 1995 wurde die Pflegeversicherung als fünfter Sozialversicherungszweig in Deutschland eingeführt.

### Fünfte Amtszeit
Die Bundestagswahl am 16. Oktober 1994 bestätigte die Regierung von Helmut Kohl im Amt. Die Bündnisgrünen schafften den Sprung über die Fünf-Prozent-Hürde, die PDS zog wieder in den Bundestag ein, da sie in Berlin drei Direktmandate gewinnen konnte. Die Treuhandanstalt, die das Staatsvermögen der DDR privatisieren sollte, wurde aufgelöst. Die Deutsch-Tschechische Erklärung vom Januar 1997 versuchte, Irritationen im Verhältnis der beiden Nachbarstaaten auszuräumen. Im Juni 1997 verwüstete das Hochwasser der Oder ganze Landstriche.

## Regierungen unter Gerhard Schröder (1998–2005)

### Erste Amtszeit
Bei der Bundestagswahl vom 27. September 1998 wurde zum ersten Mal in der deutschen Geschichte ein Bundeskanzler vom Volk abgewählt; die bisherigen Kanzler-Wechsel resultierten aus innerparteilichen Wechseln oder dem Konstruktiven Misstrauensvotum von 1982. SPD (40,9 %) und Grüne (6,7 %) erzielten mehr Sitze als Union (35,1 %), FDP (6,2 %) und PDS (5,1 %). Der Bundestag wählte Gerhard Schröder (SPD) zum Bundeskanzler, Vizekanzler und Außenminister wurde Joschka Fischer (Grüne).
Bald nach der Bundestagswahl erklärte zur allgemeinen Überraschung Finanzminister Oskar Lafontaine seinen Rücktritt. Damit verlor die Regierung den innerparteilichen Konkurrenten von Gerhard Schröder und den prominentesten Vertreter des linken Flügels. Lafontaines Nachfolger wurde der ehemalige hessische Ministerpräsident Hans Eichel, der im Gegensatz zu Lafontaine nicht auf keynesianische Nachfragepolitik setzte.
Die CDU erlebte 1998/99 die Demontage ihres Ehrenvorsitzenden Helmut Kohl, nachdem bekannt wurde, dass dieser jahrelang seiner Partei die Spenden anonymer Geldgeber zukommen lassen hatte. Dies verstieß gegen das Parteiengesetz und das Grundgesetz, demzufolge alle Großspenden namentlich gekennzeichnet werden müssen. Kohl weigerte sich, seine Geldgeber zu nennen und berief sich auf das „Ehrenwort“ ihnen gegenüber, was die so genannte CDU-Spendenaffäre auslöste. Auch Wolfgang Schäuble stand unter Verdacht, Angela Merkel übernahm daraufhin den Vorsitz der CDU.

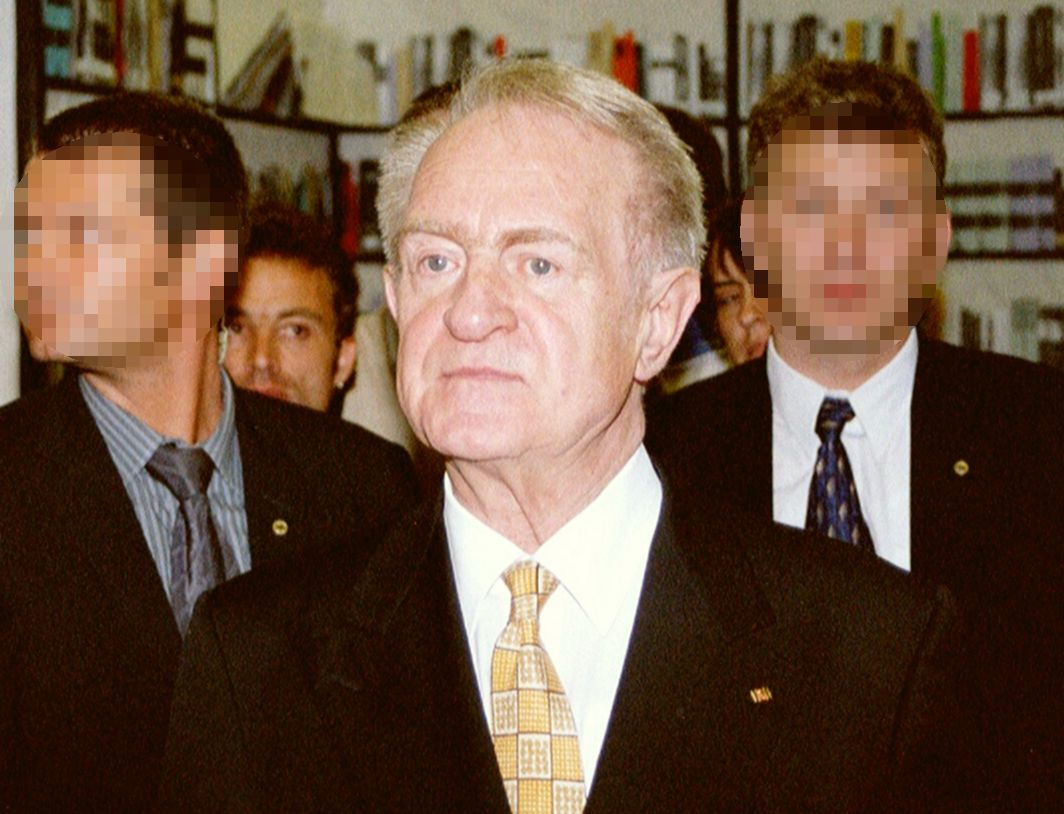
Johannes Rau auf dem Deutschen Evangelischen Kirchentag 2001 (damals in Funktion des Bundespräsidenten)

Johannes Rau von der SPD, langjähriger Ministerpräsident von Nordrhein-Westfalen, wurde 1999 zum Nachfolger von Roman Herzog als Bundespräsident gewählt, Herzog hatte auf eine Kandidatur für eine zweite Amtszeit verzichtet. Rau, der wegen seiner Art und seines kirchlichen Engagements auch als „Bruder Johannes“ bezeichnet wurde, hatte sich seit Jahren intensiv um das Amt bemüht und musste erst Widerstände in der öffentlichen Meinung überwinden, überraschte dann aber mit bemerkenswerten Reden.
Im Mai 2000 wurde eine umfassende Steuerreform durchgeführt, die der Ankurbelung der Wirtschaft dienen sollte. Mittels der Einnahmen aus der umstrittenen Ökosteuer sollten die Rentenversicherungsbeiträge als Teil der Lohnnebenkosten reduziert werden.
Der Konflikt zwischen der Bundesrepublik Jugoslawien und der UÇK führte 1998 zum Kosovokrieg. Erstmals seit dem Zweiten Weltkrieg nahmen deutsche Soldaten an Kriegshandlungen teil. Nach den Terroranschlägen am 11. September 2001 garantierte Bundeskanzler Schröder den USA die „uneingeschränkte Solidarität“ und unterstützte im Rahmen des „Krieges gegen den Terror“ den Krieg in Afghanistan. Im Kosovo sind bis heute deutsche Truppen im Einsatz.
Nachdem der Euro als Buchwährung schon 1999 eingeführt worden war, löste er am 1. Januar 2002 die Deutsche Mark auch als Bargeld ab. Die Umstellung erforderte größere logistische Anstrengungen, lief aber in Deutschland wie im übrigen Europa planmäßig ab. Der Umrechnungskurs beträgt 1,95583 DM zu 1,00 Euro.
Im Sommer 2002 traten die Elbe und etliche ihrer Nebenflüsse über die Ufer. Große Städte wie Dresden und Magdeburg litten unter dem Hochwasser ungekannten Ausmaßes. Diese Naturkatastrophe beeinflusste den Wahlkampf nachhaltig.

### Zweite Amtszeit
Bei der Bundestagswahl am 22. September 2002 stellte die CSU zum zweiten Mal nach 1980 den Kandidaten der Union: Edmund Stoiber. Union und SPD kamen fast punktgenau auf das gleiche Ergebnis: 38,5 %. Die Grünen erzielten 8,6 %, die FDP aber nur 7,4 %. Die PDS scheiterte mit 4,0 % an der 5-Prozent-Hürde und entsandte nur zwei direkt gewählte Abgeordnete in den Bundestag. Damit konnte die rot-grüne Bundesregierung unter Gerhard Schröder ihre Koalition fortsetzen.
Deutschland beteiligte sich im Jahr 2003 offiziell nicht am Irakkrieg. Dies führte zu Konflikten vor allem mit den USA, aber zu großen Sympathiebekundungen aus der deutschen Bevölkerung gegenüber dem „Friedenskanzler“ Schröder. Trotzdem unterstützte Deutschland die USA durch indirekte Hilfen, wie die Sicherung der Seewege am Horn von Afrika, ABC-Spürpanzer in Kuwait und den Nichtabzug deutscher Soldaten aus NATO-AWACS-Flugzeugen, auch der BND war im Irak unmittelbar vor dem Krieg tätig und hatte mit den USA kooperiert.
Die Regierung setzte ab 2003 mit der so genannten Agenda 2010 Veränderungen in der Sozial-, Renten- und Gesundheitspolitik durch. Allgemein wurde das Thema Ökologie stärker gewichtet, beispielsweise mit dem Beginn des Atomausstiegs oder Gesetzesinitiativen zur Reduzierung von Treibhausgasen. Andere Reformen der rot-grünen Regierung waren etwa das Lebenspartnerschaftsgesetz, das neue Staatsbürgerschaftsrecht oder das Gewaltschutzgesetz. Während Schröder für einige Bundesratsabstimmungen CDU-regierte Länder durch Zugeständnisse dazu bewegen konnte, im Sinne der Bundesregierung abzustimmen, scheiterten andere Reformvorhaben von Rot-Grün, wie das Verbraucherinformationsgesetz, an der Unions-Mehrheit im Bundesrat.
Die anhaltend hohe Arbeitslosigkeit, die absehbare Überalterung der Gesellschaft sowie die angespannte Haushaltslage der öffentlichen Kassen beschleunigten die Diskussion um Reformen in Deutschland. Der Arbeitsmarkt sollte mit den Konzepten der Hartz-Kommission belebt werden, Renten- und Krankenversicherung wurden immer neuen Reformen unterzogen. Die Unionsmehrheit im Bundesrat verringerte den Handlungsspielraum der Regierung Schröder.

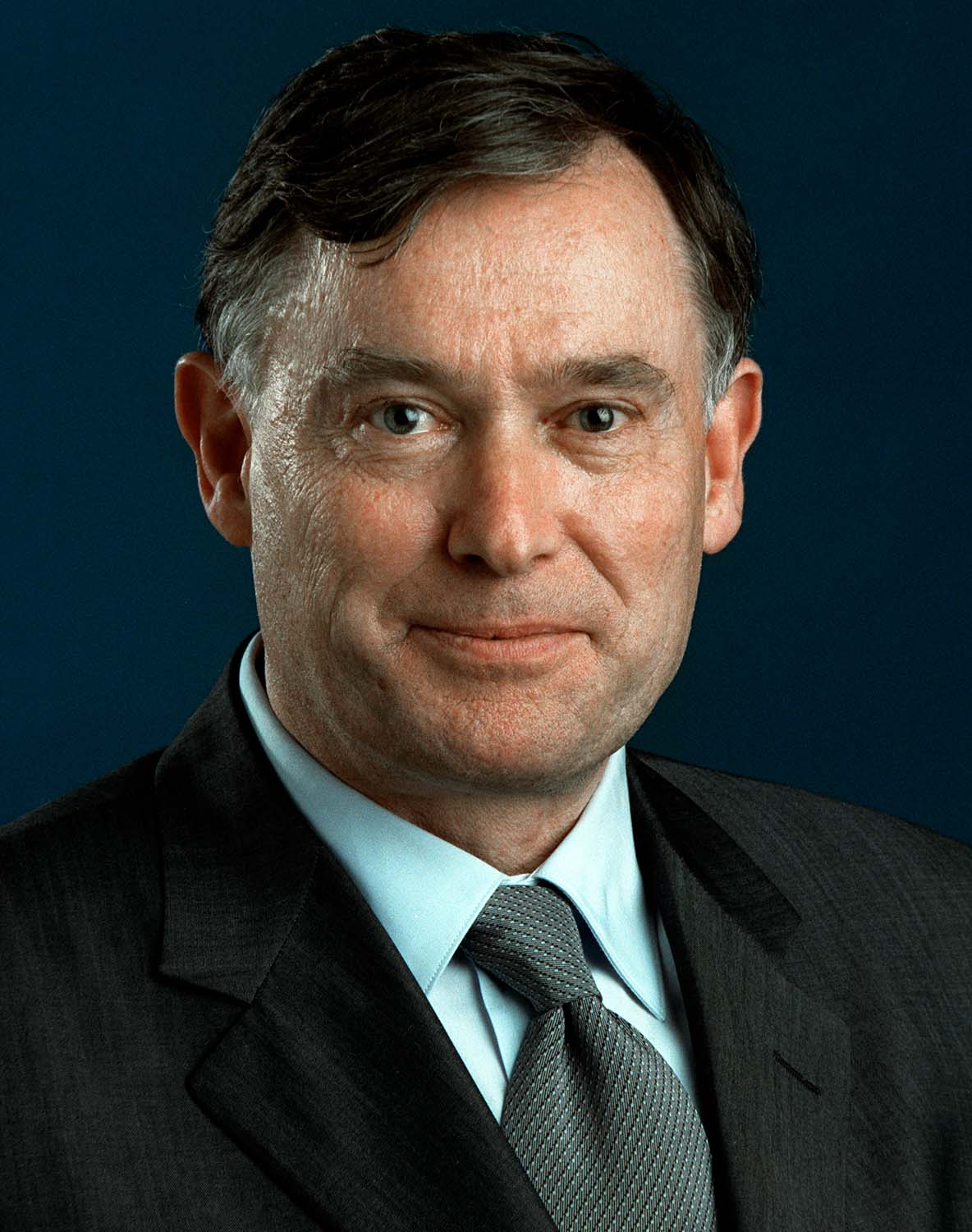
Bundespräsident Horst Köhler

Am 23. Mai 2004 wählte die Bundesversammlung mit 604 von 1205 Stimmen Horst Köhler, den Kandidaten von CDU/CSU und FDP, im ersten Wahlgang zum Bundespräsidenten. Für Rot-Grün trat Gesine Schwan an, der bisherige Amtsinhaber Rau hatte sich nicht zur Wiederwahl gestellt, da diese aufgrund der Mehrheitsverhältnisse kaum realistisch erschien. Köhler profilierte sich schnell als ein überparteilicher Unterstützer des Reformprozesses, der aktiv am tagespolitischen Geschehen teilnahm und sich mit kritischen Kommentaren zu Sachfragen äußerte.
Die Hartz-IV-Gesetzgebung von 2004 hatte das Ziel, den Arbeitsmarkt zu beleben, unter anderem indem mehr Druck auf die Arbeitslosen ausgeübt wurde. Dadurch wuchsen die Proteste gegen eine – insbesondere von den direkt Betroffenen – als sozial ungerecht empfundene Politik, die Kritiker nicht von der SPD erwartet hatten.
Die Landtagswahlen in Sachsen und Brandenburg am 19. September 2004 lösten einen bundesweiten Schock aus: Einerseits erhielt in Brandenburg die rechtsextreme DVU rund 6,1 % der Stimmen und war dadurch weiterhin im Landtag vertreten, andererseits zog die ebenfalls rechtsextreme NPD als viertstärkste Partei mit 9,2 % und zwölf Abgeordneten erstmals in den Sächsischen Landtag ein. Die rot-schwarze Koalition unter Matthias Platzeck in Brandenburg konnte trotz Stimmenverlusten weiterregieren, während der sächsische Ministerpräsident Georg Milbradt nun auf die SPD als Juniorpartner angewiesen war. In den nächsten Monaten kam es zu mehreren Eklats, die bundesweit mit Empörung zur Kenntnis genommen wurden. Unter anderem verweigerte die NPD am 13. Februar 2005 die Teilnahme an einer Schweigeminute im Landtag, die anlässlich der Luftangriffe auf Dresden im Zweiten Weltkrieg abgehalten wurde; der Abgeordnete Jürgen Gansel nannte die Luftangriffe gar „Bombenholocaust“. Der Bundestag verschärfte das Versammlungsrecht und den Straftatbestand der Volksverhetzung, um eine weitere Ausbreitung des Rechtsextremismus zu verhindern. Auch die Diskussionen um einen neuerlichen Anlauf des NPD-Verbotsverfahrens flammten wieder auf.
Eine schwere Belastung für die Regierung stellte die Visa-Affäre Anfang 2005 dar. Durch einen entsprechenden Erlass hatte Staatsminister a. D. Ludger Volmer für eine großzügigere Vergabe von Visa, insbesondere in der ukrainischen Botschaft in Kiew, gesorgt. Vorwürfe wurden laut, die Bundesregierung hätte damit den Menschenhandel gefördert. Außenminister Fischer geriet massiv unter Druck und musste vor einem Untersuchungsausschuss des Deutschen Bundestages aussagen. Erstmals in der Geschichte der Bundesrepublik wurde eine solche Aussage live im Fernsehen übertragen. Die Beweisaufnahme wurde von Rot-Grün am 2. Juni beendet, woraufhin Union und FDP vor dem Bundesverfassungsgericht eine Eilentscheidung erwirkten, die bestimmte, dass die Beweisaufnahme fortgesetzt werden musste. Am 15. Juli wurde auch Innenminister Otto Schily vom Ausschuss vernommen.

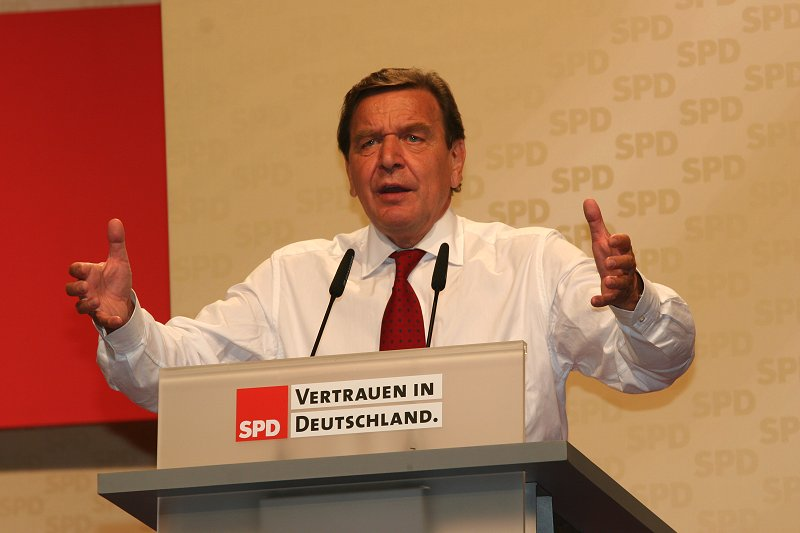
Bundeskanzler Gerhard Schröder (2005)

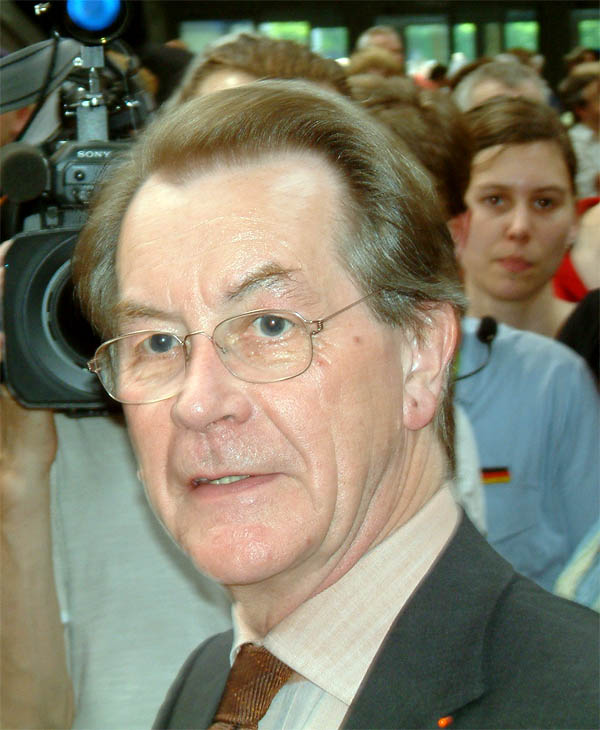
SPD-Vorsitzender:
Franz Müntefering (2005)

Bei der Ministerpräsidentenwahl in Schleswig-Holstein am 17. März 2005 scheiterte die SPD-Amtsinhaberin Heide Simonis überraschend, da sie in mehreren Wahlgängen nicht die erforderliche Mehrheit erhielt, obwohl die vereinbarte Koalition über ausreichend Stimmen verfügte. Es kam zur Bildung einer Großen Koalition unter dem CDU-Politiker Peter Harry Carstensen. Bei der nächsten Landtagswahl in Nordrhein-Westfalen am 22. Mai fuhr die SPD deutliche Verluste ein und verlor nach 39 Jahren die Regierungsverantwortung. Damit endete die letzte rot-grüne Koalition auf Landesebene. Noch am selben Tag gaben Gerhard Schröder und Franz Müntefering ihre Absicht bekannt, im Herbst eine vorgezogene Bundestagswahl stattfinden zu lassen. Dazu sollte der Bundestag aufgelöst werden, was Gerhard Schröder mit einer gescheiterten Vertrauensfrage herbeiführen wollte.
Der Vertrag über eine Verfassung für Europa wurde am 12. Mai 2005 mit 569 von 594 Stimmen im Bundestag und mit 66 von 69 Stimmen fünfzehn Tage später im Bundesrat verabschiedet. Zuvor hatte sich die FDP nicht mit ihrer von weiten Teilen der Bevölkerung unterstützten Forderung durchsetzen können, eine bundesweite Volksabstimmung über das Vertragswerk durchzuführen. Parteiübergreifend wurde die historische Bedeutung der Verfassung für das vereinigte Europa gewürdigt, die wenigen Neinstimmen kamen aus den Reihen der PDS und der CSU. Der christsoziale Abgeordnete Peter Gauweiler, der bereits mit einer Verfassungsbeschwerde gegen die Abstimmung vom 12. Mai gescheitert war, reichte kurze Zeit nach der Annahme Organklage beim Bundesverfassungsgericht ein. Bundespräsident Köhler erklärte am 15. Juni, mit der Ratifikation bis zum Urteil der Verfassungshüter zu warten. Aufgrund der negativen Volksabstimmungen in Frankreich und den Niederlanden blieb die Zukunft der Europäischen Verfassung ungewiss.
Die Diskussionen der folgenden Wochen konzentrierten sich insbesondere auf die verfassungsrechtliche Zulässigkeit der von Schröder angepeilten Vertrauensfrage, die von zahlreichen Experten bestritten wurde. Andere Möglichkeiten für eine vorgezogene Neuwahl, darunter eine Verfassungsänderung, durch die sich der Bundestag ein Selbstauflösungsrecht hätte geben können, wurden diskutiert. Die Abgeordneten Werner Schulz (Grüne) und Jelena Hoffmann (SPD) und einige Kleinparteien wie die ödp und Die Republikaner kündigten für den Fall einer Neuwahl Klage vor dem Bundesverfassungsgericht an. Ungeachtet dessen beantragte Bundeskanzler Schröder am 27. Juni bei Bundestagspräsident Wolfgang Thierse, wie geplant am 1. Juli die Vertrauensfrage im Bundestag zu stellen. Diese verlor er erwartungsgemäß sehr deutlich, nur 151 Abgeordnete sprachen ihm das Vertrauen aus. Bundespräsident Horst Köhler gab am 21. Juli seine Entscheidung bekannt, den Bundestag aufzulösen. Damit begann der Wahlkampf für die auf den 18. September angesetzte Bundestagswahl 2005. Das Bundesverfassungsgericht wies am 25. August die Klagen der beiden Abgeordneten als unbegründet zurück.
Bereits mit Schröders Neuwahl-Ankündigung hatten bei allen Parteien Wahlkampfvorbereitungen eingesetzt. Die Union kürte am 30. Mai ihre Vorsitzende Angela Merkel zur Kanzlerkandidatin, die FDP bekannte sich auf ihrem Parteitag zu einer Koalition mit der CDU und erklärte, sich als „Bürgerrechtspartei“ profilieren zu wollen. Für die SPD, der die Wahlprognosen schlechte Ergebnisse vorhersagten, kandidierte erneut Gerhard Schröder. Die SPD gab jedoch entgegen 2002 kein klares Bekenntnis zu den Grünen ab, die mit Joschka Fischer als Spitzenkandidat antraten. Die PDS und die im Januar 2005 gegründete WASG gingen eine gemeinsame Kandidatur als Die Linkspartei.PDS ein.

## Regierungen unter Angela Merkel (2005–2021)

### Erste Amtszeit
Bei der Bundestagswahl 2005 erhielten CDU und CSU 35,2 % der Stimmen und wurden damit stärkste Fraktion vor der SPD mit 34,2 %. Von den kleineren Parteien konnte die FDP mit 9,8 % die meisten Stimmen auf sich vereinigen, die Linkspartei.PDS zog mit 8,7 % in den Bundestag ein und landete damit noch vor den Grünen, die auf 8,1 % kamen.
Weder Rot-Grün noch Schwarz-Gelb erreichten die zur Bildung einer stabilen Regierung notwendige Mehrheit im Bundestag. Da die FDP eine Koalition mit der SPD sowie den Grünen kategorisch ausschloss und Gespräche zwischen Union, Grünen und FDP („Jamaika-Koalition“) scheiterten, verblieb eine Große Koalition als letzte praktikable Alternative. Traditionell stellt dabei die Partei mit der größeren Zahl an Abgeordneten die Führungsperson, hier also Angela Merkel, die am 22. November 2005 vom Bundestag zur ersten Bundeskanzlerin gewählt wurde. Am selben Tag wurde das Kabinett Merkel I vereidigt, in dem beide Volksparteien mit jeweils acht Ministern vertreten waren.
Zur ersten Bewährungsprobe für die neue Regierung entwickelten sich Enthüllungen, nach denen die CIA Deutschland als Zwischenstopp für Gefangenentransporte in ausländische Geheimgefängnisse genutzt und irrtümlich den deutschen Staatsbürger Khaled al-Masri nach Afghanistan verschleppt und dort gefoltert hat, ohne dass sich die rot-grüne Regierung zu einem adäquaten Eingreifen entschloss.
Die Regierungskoalition sah sich angesichts des unter der Vorgängerregierung schleppenden Wirtschaftswachstums und hoher Arbeitslosigkeit einem enormen politischen Erwartungsdruck ausgesetzt. Die Hoffnung der Koalitionäre lag darin, dass eine breite parlamentarische Regierungsmehrheit im Deutschen Bundestag und Bundesrat bedeutende Reformvorhaben wie die Gesundheitsreform und die Föderalismusreform, die am 17. Dezember 2004 an Meinungsverschiedenheiten über bildungspolitische Kompetenzen gescheitert war, leichter realisieren könne.
In der ersten Jahreshälfte 2007 übernahm die deutsche Bundesregierung den Vorsitz im Rat der Europäischen Union. Dem Bundeskabinett Merkels wurde in Ausübung der deutschen Ratspräsidentschaft von europäischen Politikern und politischen Kommentatoren ein großes politisches Gewicht angesichts der Lösungsnotwendigkeit europapolitischer Probleme wie dem Europäischen Verfassungsvertrag oder der europäischen Energieversorgung eingeräumt.
Im Jahr 2008 geriet auch Deutschland in den Sog einer weltweiten Wirtschaftskrise, die im Wesentlichen durch eine zu liberale Kreditgewährung insbesondere im Bereich der Immobilienbankgeschäfte ausgelöst worden war. Durch den damit einhergehenden Vertrauensverlust im Bankensektor brach auch die Kreditvergabe der Banken für Unternehmen in weiten Bereichen zusammen. Die Bundesregierung versuchte der Krise mit einem breiten Spektrum an Maßnahmen entgegenzuwirken. Diese Maßnahmen reichten von der Verstaatlichung der hoch verschuldeten Bank Hypo Real Estate über die sogenannte Abwrackprämie, ein breit gewährtes Bürgschaftsprogramm für Banken und andere Unternehmen bis hin zu einer geringfügigen Senkung der Krankenkassenbeiträge für die Allgemeinheit.
Die Bemühungen der Regierung wurden in Fachkreisen sehr unterschiedlich beurteilt: Zum einen wurde generell über die zusätzliche staatliche Neuverschuldung und den Spielraum für Steuersenkungen sowie eine breite Bürgerentlastung zwischen den Parteien gestritten. Zum anderen wurde, etwa bei der Abwrackprämie, die Wirksamkeit der Maßnahmen im Einzelnen diskutiert. Weitere Themen, etwa in der Energiepolitik, entwickelten sich sehr kontrovers (Stichworte: Solarenergieprogramm in den Saharastaaten, Verlängerung der Laufzeiten alter Kernkraftwerke, technischer Fortschritt bei der Speicherbarkeit von Windenergie).

### Zweite Amtszeit
Bei der Bundestagswahl am 27. September 2009 erreichten CDU/CSU und FDP die Mehrheit der Sitze. Hierbei konnten die kleinen Parteien FDP, Die Linke und Bündnis 90/Die Grünen zu Lasten der bisherigen großkoalitionären Parteien einen deutlichen Stimmenzuwachs verzeichnen. CDU und CSU verloren insgesamt leicht, während die SPD ganz erheblich an Stimmen einbüßte. In ihre zweite Amtszeit ging Angela Merkel mit einer Koalition aus CDU/CSU und FDP. Das Kabinett Merkel II wurde am 23. Oktober 2009 bekanntgegeben.

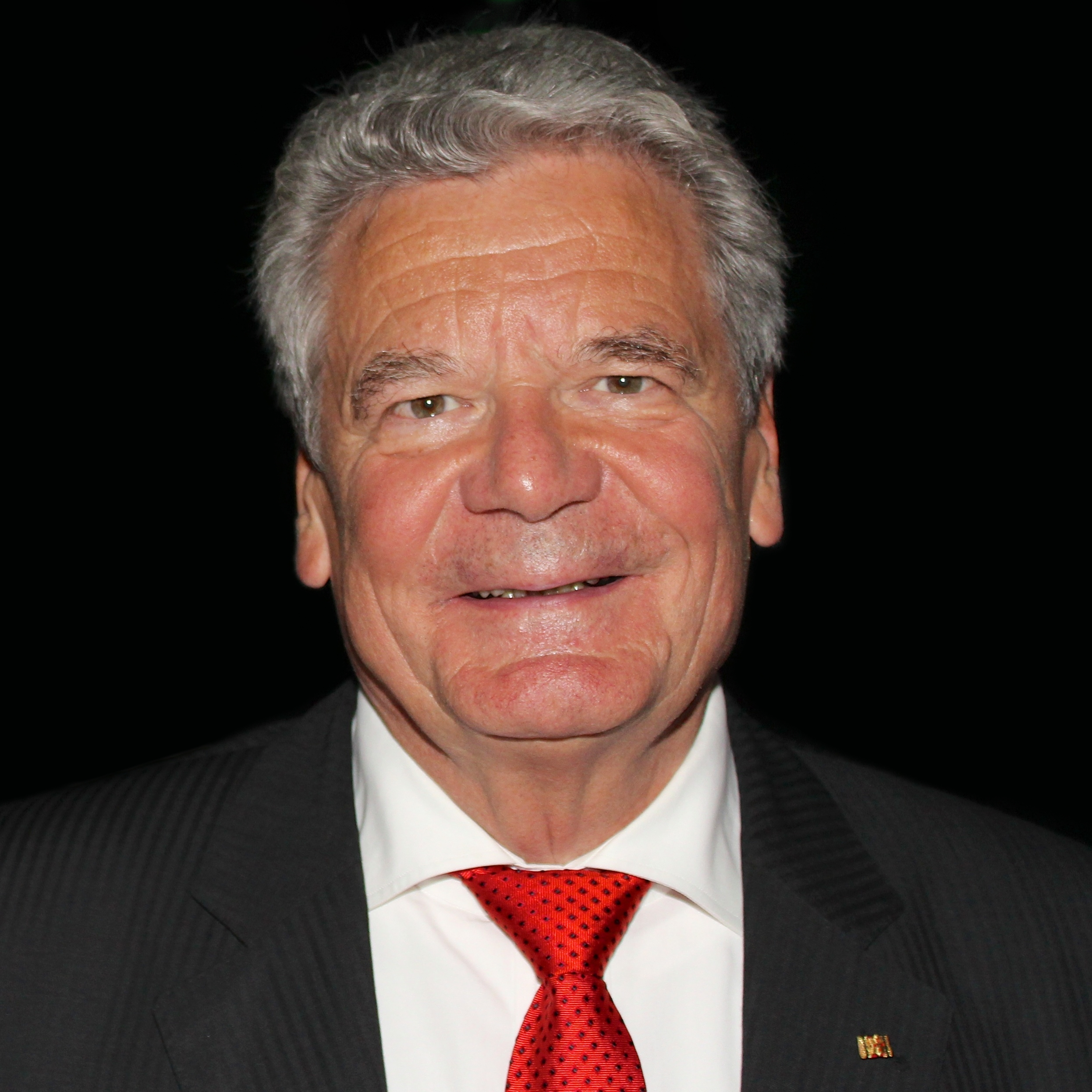
Bundespräsident Joachim Gauck

Bundespräsident Köhler war am 23. Mai 2009 für eine zweite Amtszeit gewählt worden. Nach der scharfen öffentlichen Kritik an Köhlers Äußerungen, dass „im Zweifel auch militärischer Einsatz notwendig ist, um unsere Interessen zu wahren, zum Beispiel freie Handelswege“, trat er nur ein Jahr nach seiner Wiederwahl zurück. Als Nachfolger Köhlers wurde der damalige Ministerpräsident des Landes Niedersachsen Christian Wulff am 30. Juni 2010 gewählt. Wulffs Präsidentschaft endete nach zwanzig Monaten, da dieser im Zuge einer Kredit- und Medienaffäre am 27. Februar 2012 zurücktrat. Als dritten Bundespräsidenten seit 2009 wählte die Bundesversammlung den parteilosen Joachim Gauck am 18. März 2012.
Bei der Bundestagswahl 2009 hatte die liberale Partei FDP einen Höhenflug erlebt und 14,6 Prozent der Zweitstimmen erreicht. In der Wahrnehmung der Öffentlichkeit legte sich die FDP in der Folge fast ausschließlich auf das Thema Steuersenkungen fest. Nach der Hamburg-Wahl im Februar 2011 kurzzeitig in allen Landesparlamenten und im Bundestag vertreten, zog die FDP bei der Landtagswahl in Sachsen-Anhalt im März 2011 nicht mehr in das dortige Landesparlament ein. Dieser Niedergang der FDP setzte sich bei den Landtagswahlen in Rheinland-Pfalz, Bremen, Mecklenburg-Vorpommern, Berlin und im Saarland fort. Jörg Lau verortete die Probleme der FDP „in dem Moment, in dem die FDP von einer Projektionsfläche für Wählerfrustration wieder zu einem politischen Akteur werden musste. Zutage trat ein real existierender Liberalismus, der mit dem eigenen Freiheitspathos nicht mithalten konnte.“ Dagegen wird die Ansicht vertreten, dass die FDP unter falschem Zeit-Management gelitten habe; es sei die unglückliche Verschränkung ihrer Forderungen mit dem focusing event der Wirtschaftskrise gewesen, der die Mehrheit der Bevölkerung gegen Steuersenkungen und dann auch gegen die FDP eingenommen habe.
Die Nuklearkatastrophe von Fukushima und der Streit um das Bahnprojekt „Stuttgart 21“ ermöglichten Winfried Kretschmann (Baden-Württemberg) erster grüner Ministerpräsident eines deutschen Landes zu werden. Ab der Landtagswahl in Mecklenburg-Vorpommern 2011 waren die Grünen in allen Landesparlamenten und im Bundestag vertreten (bis zur Landtagswahl in Mecklenburg-Vorpommern 2016).
Durch das Unglück von Fukushima änderte die Bundesregierung ihren Kurs in der Energiepolitik. Hatte das Kabinett Merkel II nach der Bundestagswahl 2009 noch die Laufzeitverlängerung deutscher Kernkraftwerke beschlossen und damit den Atomkonsens aufgekündigt, beschloss es nun den endgültigen Ausstieg aus der Atomenergie und forcierte die Energiewende hin zu erneuerbaren Energiequellen. Weitere durch die schwarz-gelbe Koalition begonnene große innenpolitische Projekte in den 2010er Jahren sind die Schuldenbremse für ausgeglichene Haushalte, die Reform und Vereinfachung der Einwanderungspolitik für mehr qualifizierte Zuwanderung, die Einführung des generellen Mindestlohnes, sowie die Beförderung der Informatisierung und die Modernisierung der Wirtschaft als Zukunftsprojekt Industrie 4.0.
Im November 2011 wurde bekannt, dass die rechtsextreme Gruppierung „Nationalsozialistischer Untergrund“ für zehn Morde an türkisch- bzw. griechischstämmigen Personen in den Jahren 2000 bis 2006 verantwortlich ist. In diesem Zusammenhang wurden massive Ermittlungspannen bei der Polizei und den Verfassungsschutzbehörden aufgedeckt. Zur Aufarbeitung der NSU-Mordserie richteten mehrere Landtage (u. a. Bayern, Nordrhein-Westfalen, Sachsen, Thüringen) sowie der Bundestag Untersuchungsausschüsse ein. Eine juristische Klärung findet seit Mai 2013 im Rahmen des NSU-Prozesses in München statt.

### Dritte Amtszeit

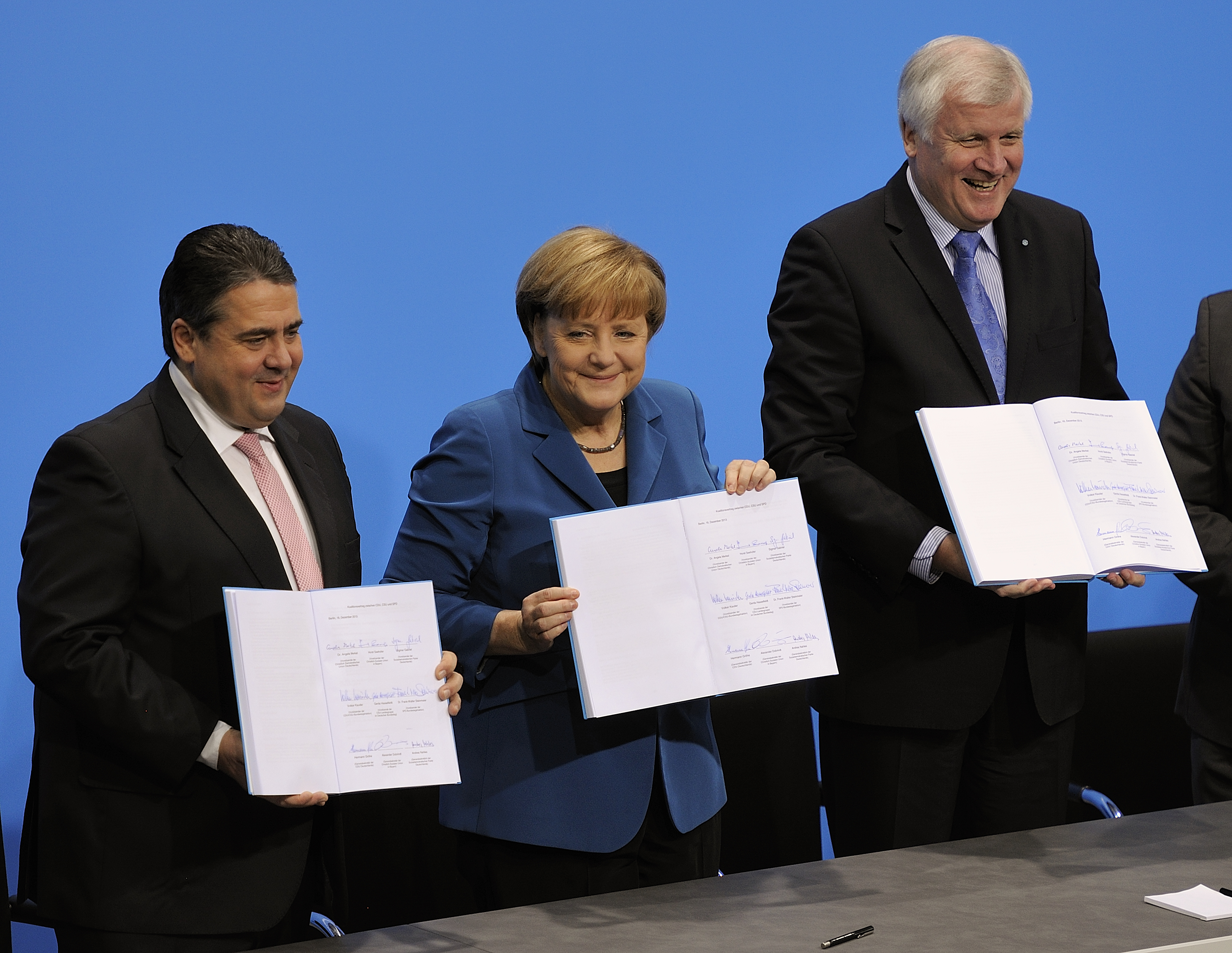
Sigmar Gabriel (l.), Angela Merkel (m.) und Horst Seehofer (r.) bei der Unterzeichnung des Koalitionsvertrages (2013)

Bei der Bundestagswahl 2013 scheiterte die FDP an der Fünf-Prozent-Hürde und zog damit nicht in den 18. Deutscher Bundestag ein. Nach dem Ausscheiden des Wunschpartners formte die Union eine Große Koalition mit der SPD. Sigmar Gabriel war nun Vizekanzler, während Merkel Bundeskanzlerin blieb. Frank-Walter Steinmeier (SPD) kehrte in das Auswärtige Amt zurück, trat dort jedoch Anfang 2017 zurück, um als Bundespräsident zu kandidieren, was erfolgreich war.
Anfang 2013 enthüllte der US-Amerikaner Edward Snowden die Überwachungs- und Spionagepraktiken des US-amerikanischen Auslandsgeheimdienstes National Security Agency. Insbesondere Telekommunikationswege und das Internet wurden in Deutschland stark überwacht. Dies ist die schwerwiegendste Grundrechtsverletzung zu Lasten der Bevölkerung (u. a. Recht auf informationelle Selbstbestimmung, Post- und Fernmeldegeheimnis) seit Bestehen der Bundesrepublik.
Im Dezember 2014 wurde mit Bodo Ramelow (Thüringen) erstmals ein Politiker der Partei Die Linke zum Ministerpräsidenten gewählt.
2015 nahm Deutschland im Zuge der Flüchtlingskrise hunderttausende Menschen u. a. aus Syrien auf. Am 19. Dezember 2016 ereignete sich der Anschlag auf den Berliner Weihnachtsmarkt an der Gedächtniskirche, der von einem tunesischen Asylbewerber verübt wurde.
Am 12. Februar 2017 wurde der bisherige Außenminister Frank-Walter Steinmeier als Nachfolger Joachim Gaucks zum Bundespräsidenten gewählt.
2017 stimmte der Bundestag für die Einführung der gleichgeschlechtlichen Ehe, die homosexuellen Paaren dieselbe Art der Ehe wie klassischen Paaren ermöglicht. Die Kanzlerin selbst war weiterhin dagegen, doch stellte sie den Abgeordneten aus ihrer Fraktion die Wahl frei.

### Vierte Amtszeit

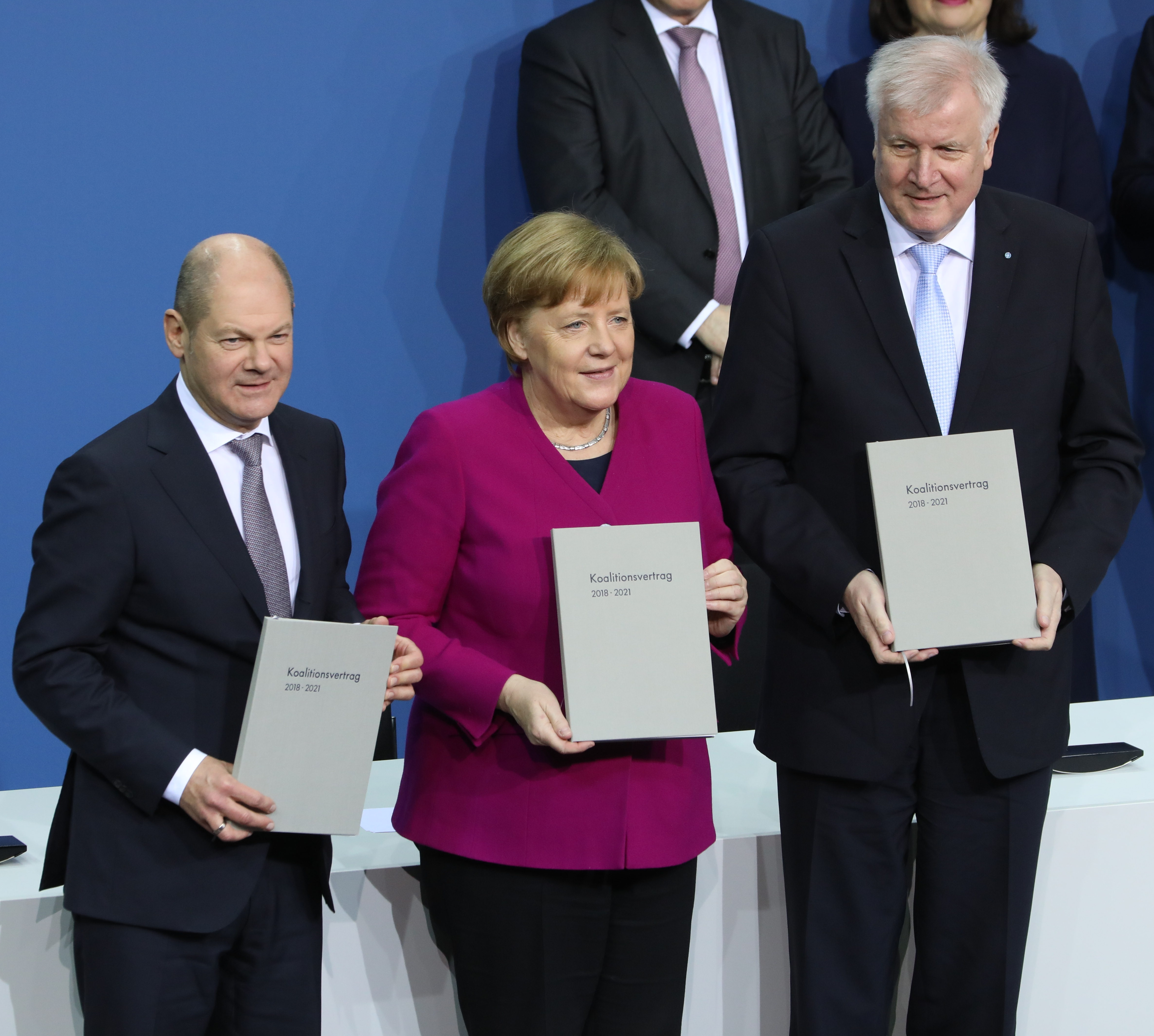
Olaf Scholz (l.), Angela Merkel (m.) und Horst Seehofer (r.) bei der Unterzeichnung des Koalitionsvertrages (2018)

Nach der Bundestagswahl 2017 im September 2017 zog die Alternative für Deutschland erstmals in den Bundestag ein und wurde drittstärkste Partei und nach Regierungsbildung stärkste Oppositionspartei; die FDP war nun ebenfalls wieder dabei. Allerdings zog sich die Bildung einer neuen Regierung lange hin. Nach Scheitern von Verhandlungen einer so genannten Jamaika-Koalition zwischen CDU/CSU, FDP und Grünen sowie langer Uneinigkeit innerhalb der SPD über eine Koalitionsbereitschaft, konnte erst im März 2018 eine neue Regierung gebildet werden. Diese bestand nun erneut aus einer Großen Koalition mit CDU/CSU und SPD.
Die Jahre 2020 und 2021 waren durch die weltweite COVID-19-Pandemie geprägt (siehe dazu auch COVID-19-Pandemie in Deutschland).
Im Jahr 2021 endete der Bundeswehreinsatz in Afghanistan nach fast 20 Jahren.

## Regierung unter Olaf Scholz (2021–2025)

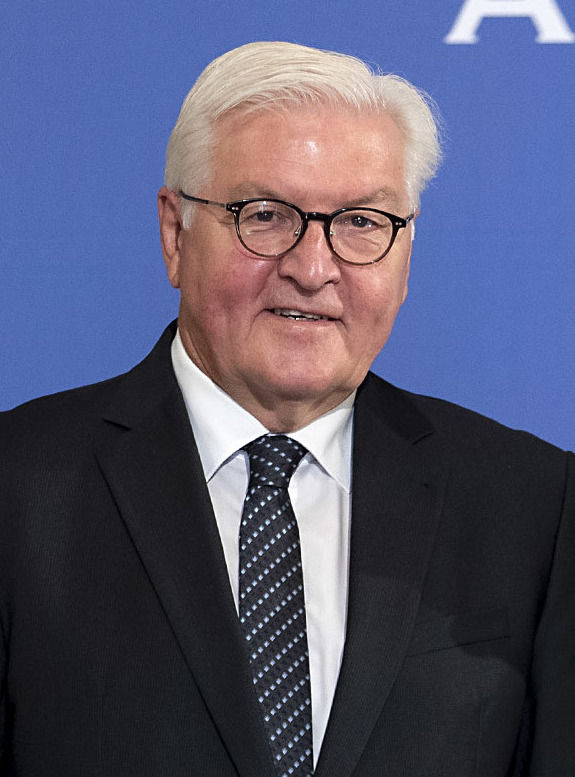
Bundespräsident Frank-Walter Steinmeier

Nach der Bundestagswahl 2021 wurde Olaf Scholz am 8. Dezember 2021 Bundeskanzler. Er führte eine Koalition aus SPD, Bündnis 90/Die Grünen und FDP (sog. Ampelkoalition), die im November 2024 zerbrach.
Am 13. Februar 2022 wurde Bundespräsident Frank-Walter Steinmeier für eine zweite Amtszeit wiedergewählt.
Nach dem russischen Überfall auf die Ukraine am 24. Februar 2022 entschied die Bundesregierung, die Ukraine durch Waffenlieferungen zu unterstützen.
Im Juli 2022 wurde Werbung für den Abbruch der Schwangerschaft straflos.
Durch das Cannabisgesetz wurden 2024 Anbau und Besitz in engen Grenzen legalisiert.
Am 2. Mai 2025 wurde die Alternative für Deutschland, die zu diesem Zeitpunkt – seit April 2025 – erstmals in der deutschen Geschichte bundesweite Umfragen teilweise anführte, durch das Bundesamt für Verfassungsschutz als „erwiesenermaßen rechtsextremistische Bestrebung“ eingestuft.

## Regierung unter Friedrich Merz (seit 2025)
Nach der vorgezogenen Bundestagswahl am 23. Februar 2025 wurde Friedrich Merz am 6. Mai zum Bundeskanzler gewählt. Erstmals bei der Wahl eines Bundeskanzlers kam die Mehrheit erst im zweiten Wahlgang zustande.
Seit 7. Mai 2025 werden an den deutschen Grenzen auch Asylsuchende grundsätzlich zurückgewiesen. Am 2. Juni 2025 erklärte das Verwaltungsgericht Berlin in einer Eilentscheidung die Zurückweisungen für rechtswidrig, allerdings sei es zulässig, das Verfahren nach der Dublin-III-Verordnung an der Grenze durchzuführen. Da die Eilentscheidung aber nur für die Kläger gilt, ordnete Bundesinnenminister Alexander Dobrindt die Fortsetzung der Zurückweisungen an.
Der am 24. Juni 2025 veröffentlichte Kabinettsentwurf des Bundeshaushalts 2025 sieht Ausgaben von 503,0 Milliarden Euro bei einer Nettokreditaufnahme von 81,8 Milliarden Euro vor. Zusammen mit dem Haushaltsentwurf wurden die Finanzplanung bis 2029 sowie die Errichtung eines bereits gebilligten „Sondervermögen Infrastruktur und Klimaneutralität“ beschlossen. Die gesamten Investitionsausgaben aus Kernhaushalt und Sondervermögen sind für 2025 mit über 115 Milliarden Euro veranschlagt und sollen bis 2029 auf jährlich fast 120 Milliarden Euro ansteigen. Als Schwerpunkte der Investitionen werden die Bereiche Bahninfrastruktur, Digitalisierung, Klimaschutz und Verteidigung genannt. Die Ausgaben für Verteidigung sollen 2025 eine Quote von 2,4 % des Bruttoinlandsprodukts erreichen und bis 2029 auf 3,5 % steigen. Die Opposition kritisiert den Haushaltsentwurf.